# Biggie: I Got a Story to Tell
Biggie: I Got a Story to Tell es una película documental biográfica estadounidense de 2021 creada para Netflix y dirigida por Emmett Malloy. La película ofrece una mirada a la vida y carrera musical del rapero Christopher Wallace, más conocido por sus nombres artísticos The Notorious B.I.G. y Biggie Smalls. Utiliza imágenes poco comunes filmadas por el amigo cercano de Wallace, Damion "D-Roc" Butler, junto con entrevistas con familiares y amigos, para ofrecer una perspectiva alternativa de la vida de Wallace. La película fue estrenada el 1 de marzo de 2021 en Netflix.